# Federico Casarini
Federico Casarini (Carpi, 7 settembre 1989) è un calciatore italiano, centrocampista del Carpi.

## Caratteristiche tecniche
Di ruolo principale centrocampista esterno. Può però ricoprire diversi ruoli: esterno destro, centrocampista centrale, ma anche mediano o attaccante.

## Carriera

### Club
Ha esordito in Serie A il 18 gennaio 2009 nell'incontro Catania-Bologna (1-2).
Nella stagione 2008-2009 totalizza 9 presenze con la maglia rossoblu. Nell'anno successivo non ha, nella prima fase del campionato, nessuna opportunità di farsi notare. L'arrivo di Franco Colomba sulla panchina rossoblu gli permette una maggiore considerazione ed esordisce il campionato il 30 novembre 2009, nella trasferta a Roma contro la Lazio, subentrando a Nicola Mingazzini. La settimana successiva, in occasione di Bologna-Udinese disputata il 6 dicembre 2009, parte fra i titolari.
È però con la guida tecnica di Alberto Malesani che il centrocampista conquista ampio spazio, collezionando 17 presenze nel solo girone d'andata del campionato 2010-2011. Al termine della partita in casa con la Roma, nonostante abbia sbagliato il disimpegno che causa il gol, il tecnico Alberto Malesani lo difende a spada tratta perché "Casarini è un giovane di Bologna, non impaurito ma un po' rabbuiato"
Il 31 agosto 2012 passa al Cagliari in prestito con diritto di riscatto. Realizza la sua prima rete in maglia rossoblu e in Serie A il 4 novembre allo Stadio Franchi contro la Fiorentina nella partita terminata 4-1 per i viola. Al termine della stagione, non riscattato rientra al Bologna.
Il 2 settembre 2013 viene ceduto in prestito alla Virtus Lanciano. Il 19 ottobre segna il suo primo gol con la maglia rossonera, in una partita vinta per 2-1 sul campo del Crotone.
Nella stagione successiva ritorna al Bologna, nel frattempo retrocesso in Serie B, e il 12 settembre 2014 realizza allo stadio Adriatico di Pescara la sua prima rete in maglia rossoblù, nel match vinto per 3-2 dai felsinei.
Rimasto svincolato al termine della stagione, il 16 settembre 2015 firma un contratto con il Novara. Dopo 3 stagioni e 107 presenze complessive il 30 giugno 2018 si trasferisce in prestito con diritto di riscatto all'Ascoli.
A fine stagione dopo essere tornato a Novara si trasferisce a titolo definitivo all'Alessandria, in Serie C. Il 18 agosto 2022, dopo la retrocessione dalla Serie B con i piemontesi, viene annunciato come nuovo calciatore dell'Avellino.
Nel febbraio del 2024 si trasferisce alla Turris. Rimane nel club campano fino al 3 gennaio 2025, dove visti anche i problemi del club che da li a poco verrà escluso dal campionato, si trasferisce alla neopromossa Carpi, sempre in Serie C.

### Nazionale
Il 26 febbraio 2010 viene convocato nella Nazionale di calcio dell'Italia Under-21 dal CT Pierluigi Casiraghi in occasione della partita Italia-Ungheria del 3 marzo 2010 valida per le qualificazioni al campionato europeo. In occasione della prima convocazione non fa parte dei giocatori titolari, né di quelli presenti in panchina.

## Statistiche

### Presenze e reti nei club
Statistiche aggiornate al 28 aprile 2025.
| Stagione           | Squadra            | Campionato         | Campionato | Campionato | Coppe nazionali | Coppe nazionali | Coppe nazionali | Coppe continentali | Coppe continentali | Coppe continentali | Altre coppe | Altre coppe | Altre coppe | Totale | Totale |
| Stagione           | Squadra            | Comp               | Pres       | Reti       | Comp            | Pres            | Reti            | Comp               | Pres               | Reti               | Comp        | Pres        | Reti        | Pres   | Reti   |
| ------------------ | ------------------ | ------------------ | ---------- | ---------- | --------------- | --------------- | --------------- | ------------------ | ------------------ | ------------------ | ----------- | ----------- | ----------- | ------ | ------ |
| 2008-2009          | Bologna            | A                  | 5          | 0          | CI              | 0               | 0               |                    | -                  | -                  |             | -           | -           | 5      | 0      |
| 2009-2010          | Bologna            | A                  | 19         | 0          | CI              | 0               | 0               |                    | -                  | -                  |             | -           | -           | 19     | 0      |
| 2010-2011          | Bologna            | A                  | 32         | 0          | CI              | 3               | 0               |                    | -                  | -                  |             | -           | -           | 35     | 0      |
| 2011-2012          | Bologna            | A                  | 11         | 0          | CI              | 2               | 0               |                    | -                  | -                  |             | -           | -           | 13     | 0      |
| 2012-2013          | Cagliari           | A                  | 11         | 1          | CI              | 0               | 0               |                    | -                  | -                  |             | -           | -           | 11     | 1      |
| 2013-2014          | Lanciano           | B                  | 35         | 2          | CI              | -               | -               |                    | -                  | -                  |             | -           | -           | 35     | 2      |
| 2014-2015          | Bologna            | B                  | 30+4       | 1+0        | CI              | 1               | 0               |                    | -                  | -                  |             | -           | -           | 35     | 1      |
| Totale Bologna     | Totale Bologna     | Totale Bologna     | 97+4       | 1          |                 | 6               | 0               |                    | -                  | -                  |             | -           | -           | 107    | 1      |
| 2015-2016          | Novara             | B                  | 33+3       | 0          | CI              | -               | -               |                    | -                  | -                  |             | -           | -           | 36     | 0      |
| 2016-2017          | Novara             | B                  | 38         | 3          | CI              | 3               | 0               |                    | -                  | -                  |             | -           | -           | 41     | 3      |
| 2017-2018          | Novara             | B                  | 29         | 1          | CI              | 1               | 0               |                    | -                  | -                  |             | -           | -           | 30     | 1      |
| Totale Novara      | Totale Novara      | Totale Novara      | 100+3      | 4          |                 | 4               | 0               |                    | -                  | -                  |             | -           | -           | 107    | 4      |
| 2018-2019          | Ascoli             | B                  | 19         | 0          | CI              | 0               | 0               |                    | -                  | -                  |             | -           | -           | 19     | 0      |
| 2019-2020          | Alessandria        | C                  | 18+2       | 3          | CI+CIC          | 0+1             | 0               |                    | -                  | -                  |             | -           | -           | 21     | 3      |
| 2020-2021          | Alessandria        | C                  | 33+6       | 2          | CI              | 2               | 0               |                    | -                  | -                  |             | -           | -           | 41     | 1      |
| 2021-2022          | Alessandria        | B                  | 36         | 1          | CI              | 2               | 0               |                    | -                  | -                  |             | -           | -           | 38     | 1      |
| Totale Alessandria | Totale Alessandria | Totale Alessandria | 87+8       | 6          |                 | 5               | 0               |                    | -                  | -                  |             | -           | -           | 100    | 6      |
| 2022-2023          | Avellino           | C                  | 36         | 3          | CI-C            | 1               | 1               |                    | -                  | -                  |             | -           | -           | 37     | 4      |
| 2023-feb. 2024     | Avellino           | C                  | 9          | 0          | CI-C            | 4               | 0               |                    | -                  | -                  |             | -           | -           | 13     | 0      |
| Totale Avellino    | Totale Avellino    | Totale Avellino    | 45         | 3          |                 | 5               | 1               |                    | -                  | -                  |             | -           | -           | 50     | 4      |
| feb.-giu. 2024     | Turris             | C                  | 11         | 0          | CI-C            | 0               | 0               |                    | -                  | -                  |             | -           | -           | 11     | 0      |
| gen.-giu.2025      | Carpi              | C                  | 17         | 1          | CIC             | -               | -               |                    | -                  | -                  |             | -           | -           | 17     | 1      |
| Totale carriera    | Totale carriera    | Totale carriera    | 418        | 18         |                 | 20              | 1               |                    | -                  | -                  |             | -           | -           | 438    | 19     |